# Mołożew-Wieś
Mołożew-Wieś – wieś w Polsce położona w województwie mazowieckim, w powiecie sokołowskim, w gminie Jabłonna Lacka. Ma status sołectwa. Leży  na lewym brzegu Bugu.
| SIMC    | Nazwa           | Rodzaj    |
| ------- | --------------- | --------- |
| 0672857 | Kolonia Mołożew | część wsi |
| 0672863 | Podlas          | część wsi |

Wierni wyznania rzymskokatolickiego zamieszkali w miejscowości należą do parafii Wirów.
W latach 1975–1998 miejscowość administracyjnie należała do województwa siedleckiego.

## Zabytki
We wschodniej części wsi zlokalizowany jest wzniesiony ok. 1904 budynek szkoły prowadzonej przez mniszki z monasteru Chrystusa Zbawiciela w Wirowie, internatu i ochronki. Po odzyskaniu niepodległości przez Polskę i likwidacji klasztoru prawosławnego, do lat 70. XX wieku obiekt nadal pełnił funkcje szkolne. Obecnie (pocz. XXI w.) stoi pusty.